# Carl Brun
Pour les articles homonymes, voir Brun.
Carl Brun, né le 12 septembre 1851 à Hambourg et mort le 6 janvier 1923 à Zurich, est un historien de l'art suisse domicilié à Genève.

## Biographie
Carl Brun est né le 12 septembre 1851 à Hambourg, il s'installe à partir de 1869 à Zurich et y étudie l'histoire de l'art à l'université avec Johann Rudolf Rahn (de) et Friedrich Salomon Vögelin (de). Des voyages d'études le conduise dans les pays voisins et en Espagne. En 1882, il épouse Anna Spyri, la sœur d'Émilie Kempin-Spyri et la nièce de Johanna Spyri. 
De 1883 à 1921, il est professeur d'histoire de l'art à la Höhere Töchterschule de Zurich. Il est également chargé de cours à l'université de Zurich de 1890 à 1902 et professeur associé d'histoire de l'art de 1902 à 1921. En outre, il est chargé de cours privé à l'École polytechnique fédérale de Zurich (ETH) de 1902 à 1923. Carl Brun est membre du conseil d'administration de la Société d'histoire de l'art en Suisse, fondée à Zofingue en 1880. 
En 1905, l'Association suisse des arts plastiques le nomme conseiller de rédaction du Dictionnaire des Artistes Suisses initiée par Friedrich Otto Pestalozzi (1846-1940). Il dirige la création de cet ouvrage, qui paraît en quatre volumes, jusqu'à la publication du volume supplémentaire en 1917, et qui est la première biographie collective complète de l'art suisse. La suite de cet ouvrage de référence sert de base au Künstlerlexikon der Schweiz, 20. Jh.
De 1890 à 1922, Carl Brun dirige la collection graphique de l'ETH Zurich, succédant à Gottfried Kinkel et, de 1891 à 1922, il est président de la fondation Gottfried Keller. En plus de son travail pour le Schweizerisches Künstler-Lexikon, il a déjà collaboré avec Julius Meyer à partir de 1882 pour la publication de la deuxième édition du Neues Allgemeines Künstler-Lexikon de Georg Kaspar Nagler. À partir de 1885, il est également l'auteur de nombreux articles pour l' Allgemeine Deutsche Biographie (ADB). En 1897, il reçoit un doctorat honorifique de l'université de Zurich. 
Carl Brun meurt le 6 janvier 1923 à Zurich.

## Publications
- Bernardino Luini. Zürich 1880
- Jacques-Louis David und die französische Revolution. Zürich 1890
- Gottfried Keller als Maler. Orell, Zürich 1894
- Verzeichnis der bedeutenderen Kunstwerke im Künstlergut zu Zürich. Zürich 1901
- (Hrsg.): Schweizerisches Künstler-Lexikon. 4 volumes, Verlag Huber, Frauenfeld 1905–1917 (de) « Publications de et sur Carl Brun », dans le catalogue en ligne de la Bibliothèque nationale allemande (DNB).
Nachdruck: Kraus, Nendeln/Liechtenstein 1967, (de) « Publications de et sur Carl Brun », dans le catalogue en ligne de la Bibliothèque nationale allemande (DNB).
  - Volume 1: A–G, 1905 
  - Volume 2: H–R, 1908 
  - Volume 3: S–Z, 1913 
  - Volume 4: Supplement A–Z, 1917
- Ein Künstlerleben im 19. Jahrhundert. Alfred Rethel. Zürich 1914
- Tous les articles de Carl Brun dans l' ADB.